# GamePro
GamePro est un magazine mensuel américain spécialisé dans le jeu vidéo, fondé en 1989.